# 小崎まり
小﨑 まり（おざき まり、現姓・大坪、1975年7月16日 - ）は、大阪府枚方市出身の日本女子陸上競技（中距離走・長距離走・マラソン・駅伝）選手。座右の銘は「keep smile」。世界陸上競技選手権大会へは、過去3大会で日本代表（10000m1回・マラソン2回）に選出・出場した。
夫は警察官で、長距離走等の現役選手である大坪隆誠。2011年7月に長男が誕生、1児の母となる。

## 自己ベスト
- 1500m：4分22秒34 （2000年5月 関西実業団）
- 5000m：15分12秒76 （2003年6月 日本選手権） 現在日本女子歴代6位
- 10000m：31分34秒15 （2005年4月 兵庫リレーカーニバル）
- ハーフマラソン：1時間09分33秒 （2002年2月 香川丸亀ハーフマラソン）
- マラソン：2時間23分30秒 （2003年1月 大阪国際女子マラソン） 当時日本女子歴代9位

## 経歴
- 1991年3月、枚方市立招提中学校卒業。
- 1991年4月、全国高校女子駅伝の常連で強豪校の宇治高等学校入学（現・立命館宇治高等学校）。全国高校女子駅伝には1年時の4区3kmにのみ出場し（3年時は補欠）、9:46のタイムで区間4位、この時点でチームは総合10位であったが、最終5区加藤明子（2年）が好走し最終的にチームは総合4位だった。同区間4区を走った者に川上優子（熊本信愛1年）がいてタイムは9:48であった[1]。また、宇治高1年後輩には、1996年アトランタ五輪女子10000m5位入賞・世界陸上アテネ大会＆世界陸上パリ大会銅メダリストの千葉真子がいる。1994年3月、宇治高等学校卒業。
- 1996年3月、大阪短期大学（現太成学院大学）卒業。尚短大時代の2年間は、高校3年間の厳し過ぎた陸上競技の練習は殆どせず、アルバイトしたり飲み会などで遊んだりごく普通の女学生生活を過ごしていたという。
- 1996年4月、ノーリツ（兵庫県神戸市）入社、人事部所属。現・広報室所属。同僚に1年先輩で世界陸上エドモントン大会女子長距離代表の岡本治子（2009年2月に退社、現在は神戸市のランニング・コーチとして活動中）、同期入社の鈴木真紀らとともに、同社を全日本実業団女子駅伝初出場に導く。
- 2001年6月、日本陸上選手権女子10000mで、優勝した同僚の岡本治子に次いで2位に入り、世界陸上選手権代表に長距離走で初選出された。
- 2001年8月、世界陸上エドモントン大会女子10000mに出走するが、入賞争いに絡めず、19位に終わった（優勝はデラルツ・ツル。岡本治子は9位、野口みずきは13位）。
- 2002年2月、香川丸亀ハーフマラソンでは、自己記録の1時間09分33秒で優勝を成し遂げた。
- 2003年1月、大阪国際女子マラソンで初マラソン、2時間23分30秒で5位に入る。当時日本女子歴代9位（現在11位タイ）・初マラソン日本女子歴代3位の好記録であった（優勝は野口みずき、2位千葉真子、3位坂本直子）。しかし、世界陸上パリ大会には補欠代表に留まった。
- 2003年6月、日本陸上選手権女子5000mで、自己ベスト記録をマークして初優勝。だが世界陸上パリ大会へは当時の派遣標準記録に届かず、長距離走でも正式代表に選出されなかった。
- 2005年1月、大阪国際女子マラソンへ2年ぶり2度目のフルマラソンに出走、2時間23分59秒で日本人トップの準優勝と健闘（優勝はのエレナ・プロコプツカ、3位に弘山晴美）。この成績により、世界陸上ヘルシンキ大会女子マラソンの即内定代表に選出された。
- 2005年8月、世界陸上ヘルシンキ大会女子マラソンの本番レースに出走。前半から先頭集団のハイペースにはつかずに自重、後半に追い上げたものの一歩及ばず、2時間30分28秒の15位だった（優勝はポーラ・ラドクリフ、他日本勢の最高位は原裕美子の6位入賞）。
- 2007年1月、大阪国際女子マラソンへ1年5か月ぶりのマラソンに出走。35Km付近で前方に居た渋井陽子を追い抜き[2]、それ以降はゴール直前まで加納由理と2位争いのデッドヒートと成るが、結果3位・加納と4秒の僅差で先着し、2時間24分39秒の2位に入った（優勝者は原裕美子）。
- 2007年3月、世界陸上大阪大会女子マラソン代表に、2大会連続2回目（世界陸上代表は通算3回目）の選出となった。その後3月24日に、警察官ランナーの大坪隆誠と大阪市内で挙式を行い結婚、「ミセスランナー」となった。
- 2007年9月、世界陸上大阪大会女子マラソンの本番レースに出走。前半から先頭集団のスローペースにはついたが、足のマメに悩まされ、後半30Km過ぎのペースアップに対応出来ず後退、2時間35分04秒の14位だった（優勝はキャサリン・ヌデレバ。日本勢の最高位は土佐礼子が3位入賞で銅メダルを獲得、翌年の北京五輪代表に内定）。
- 2009年12月、加古川マラソンに招待選手として、練習の一環で出走（オープン参加のため公式記録・順位は無し）。
- 2010年1月、大阪国際女子マラソンへ同大会4度目の出場。雨天の中30Km過ぎまで先頭グループについていき、その後優勝争いからは脱落したものの、2時間26分27秒で日本人トップの3位でゴールを果たした（優勝はアマネ・ゴベナ、2位はマリーザ・バロス。ただし、広州アジア競技大会のマラソン代表は大会期間中が駅伝シーズンと重なることもあり、辞退を表明した。
- 2010年4月、一時はアイスランドのエイヤフィヤトラヨークトルの噴火の影響で、開催が危ぶまれながら決行となったロンドンマラソンに出走。本番レースでは、30Km過ぎまでハイペースの先頭集団についていたがその後遅れ始め、2時間25分43秒の9位に留まった（優勝はリリア・ショブホワ、他日本女子の最高位は赤羽有紀子の6位）。
- 2010年6月、シアトルハーフマラソンに出走、1時間10分52秒の大会記録で優勝を果たした。
- 2010年11月、同年で最後の大会となる神戸全日本女子ハーフマラソンが行われ、1時間11分35秒の記録で優勝した。
- 2011年2月、今大会終了の第30回記念淡路うずしおマラソン全国大会へ、10Kmの部にゲストランナーで出走。その後妊娠・産休により一時競技活動を中断したが、同年7月に長男を出産してからは「ママさんランナー」として現役を続行中。
- 2011年10月に出産後わずか3か月で第1回大阪マラソンに、及び同年11月は第1回神戸マラソンに、それぞれ招待選手として出場したが共に途中棄権。
- 2013年1月、3年ぶりに大阪国際女子マラソンへ出場。30Km付近迄ペースメーカー及び日本人トップで2位（当初、のち優勝に繰り上げ）の福士加代子らに果敢についていき、途中集団を引っ張る積極性も見せた。30Kmを過ぎて先頭集団から離脱するも、37歳の高齢ながら2時間26分41秒の好タイムをマークし3位[3] でフィニッシュ[4]。
- 2014年1月、大阪国際女子マラソンに2年連続6度目の出場。しかし10Km付近で先頭集団から離され、途中棄権も頭を過ぎる中完走は果たしたが、2時間31分17秒の6位[3] に留まった（優勝者は小崎と同じ「ママさんランナー」で同大会で現役引退した赤羽有紀子）。
- 2015年1月、39歳となった大阪国際女子マラソンへ3年連続7度目の出場。序盤では積極的に集団の先頭に立ちレースを引っ張った。その後は徐々に優勝争いの集団から遅れ始めるも最後まで粘りの走りを見せ、2時間29分56秒の6位[3] に入った[5]。
- 2015年11月、自身初出場の栃木県・大田原マラソンに出場。女子の部で優勝した吉冨博子から6分7秒差の、2時間46分13秒の2位だった[6]。
- 2016年4月、パリマラソンに出場。日本女子選手として40歳ではマラソン最高記録となる、2時間32分46秒の6位入賞を果たす。ゴール後の小崎は「自分への挑戦。今後も後輩達を刺激する存在でいたい」「40歳でもこんなタイムを出せると思われたら嬉しい。子供を産んで走る事が科学的なデータに残るし、日本スポーツ界の将来に役立ててもらいたい」と笑顔で現役続行の意欲を語っていた[7]。
- 2017年1月、41歳となった大阪国際女子マラソンへ2年振り8度目の出場（昨2016年もエントリーしたが左足首捻挫の為欠場）。しかしレース4日前に40度近い高熱でダウン、体調万全で臨めないまま強行出場。10Km付近で先頭集団から離脱しペースダウンするも、最後まで必死にゴールを目指し、2時間35分21秒の21位でやっと完走を果たした[8]。
- 2018年1月、42歳で出場した大阪国際女子マラソンでは、5Km付近で「無理をして追わない」作戦で先頭集団から遅れたが、狙い通り後半驚異的な追い上げを見せた。小崎自身の目標だった「2時間30分未満」は僅か4秒届かなかったが、自らの持つ40歳代女子の日本人最高記録を更に更新する、2時間30分03秒のタイムで6位入賞した[9] 。